# Xian de Ziyang
Pour les articles homonymes, voir Ziyang (homonymie).
Le xian de Ziyang (紫阳县 ; pinyin : Zǐyáng Xiàn) est un district administratif de la province du Shaanxi en Chine. Il est placé sous la juridiction de la ville-préfecture d'Ankang.

## Démographie
La population du district était de 348 814 habitants en 1999.